# Haunted (ER)
Haunted is de vijfde aflevering van het vijftiende seizoen van de televisieserie ER, die voor het eerst werd uitgezonden op 30 oktober 2008.

## Verhaal
Dr. Gates vindt dat Taggart hem verwaarloost nu zij druk bezig is met haar studie voor anesthesist. Ondertussen heeft hij nog steeds studente dr. Wade onder zich die wel tot hem aangetrokken voelt, dit tot frustratie van Taggart. Dr. Gates behandelt een jongen die zijn vogel wil redden als deze wegvliegt. Hij gaat de jongen achterna en zij belanden samen in de kelder waar zij zichzelf buitensluiten. 
Dr. Brenner krijgt een slachtoffer van een steekpartij met een vork onder behandeling, hij is vastbesloten om de waarheid achter de steekpartij boven tafel te krijgen. Hij is geschokt als blijkt dat het slachtoffer ruzie had met een medeleerling die seks heeft gehad met zijn moeder. 
Dr. Rasgotra krijgt een leuke verrassing, dr. Barnett komt een met een verrassingsbezoek naar de SEH.

## Rolverdeling

### Hoofdrollen
- Parminder Nagra - Dr. Neela Rasgrota
- John Stamos - Dr. Tony Gates
- Scott Grimes - Dr. Archie Morris
- David Lyons - Dr. Simon Brenner
- Angela Bassett - Dr. Cate Banfield
- Shiri Appleby - Dr. Daria Wade
- Julian Morris - Dr. Andrew Wade
- Emily Rose - Dr. Tracy Martin
- Bresha Webb - Dr. Laverne St. John
- Shane West - Dr. Ray Barnett
- Linda Cardellini - verpleegster Samantha Taggart
- Lily Mariye - verpleegster Lily Jarvik
- Angel Laketa Moore - verpleegster Dawn Archer
- Lyn Alicia Henderson - ambulancemedewerker Pamela Olbes
- Troy Evans - Frank Martin

### Gastrollen (selectie)
- Gregg Henry - Mark Downey
- Sterling Beaumon - Danny Raskin
- Patric Knutsson - Scott Raskin
- Dedee Pfeiffer - Annie Raskin
- Chuck Hittinger - Michael Leary
- Cecilia Balagot - Jenny Mode
- Mónica Guzmán - Marisol